# Elza ao Vivo no Municipal
Elza ao Vivo no Municipal é o quarto álbum ao vivo da cantora e compositora brasileira Elza Soares, lançado em maio de 2022 pela gravadora brasileira Deck e com produção musical de Rafael Ramos. Foi seu primeiro lançamento póstumo.

## Antecedentes
Durante a pandemia de COVID-19 no Brasil, Elza Soares teve que adiar a gravação e o lançamento de um álbum inédito, que seria No Tempo da Intolerância. Por isso, a cantora acabou por relançar um álbum gravado na década de 1990 e nunca apresentado ao público, chamado Elza Soares & João de Aquino. Com a melhora da pandemia, a cantora começou a trabalhar num projeto retrospectivo em vídeo, que seria o primeiro desde Elza Canta e Chora Lupi (2016).
Em novembro de 2021, em entrevista ao O Dia, Elza comentou sobre a produção dos dois projetos:

Estou gravando um novo disco de músicas inéditas e também o meu próximo DVD, ambos trabalhos que irei lançar no ano que vem. Trabalhos fortes, impactantes, mas ainda não posso contar muita coisa. Posso adiantar que vamos fazer barulho, isso eu posso.

## Gravação
Com produção musical e arranjos de Rafael Ramos, que tinha trabalhado com Elza em Planeta Fome (2019) e No Tempo da Intolerância (2022), Elza ao Vivo no Municipal foi gravado no Theatro Municipal de São Paulo, em 17 e 18 de janeiro, dois dias antes da morte da cantora. A gravação foi só anunciada para a imprensa após a morte de Elza, com a confirmação de que o projeto seria lançado ainda no primeiro semestre de 2022. O show ocorreu com um público pequeno escolhido pela cantora, em destaque pessoas que nunca tinham pisado no teatro e também pessoas negras.

## Lançamento e recepção
| Críticas profissionais | Críticas profissionais |
| Avaliações da crítica  | Avaliações da crítica  |
| Fonte                  | Avaliação              |
| ---------------------- | ---------------------- |
| G1                     | [ 8 ]                  |
| MyNews                 | (favorável)            |

O álbum foi formalmente apresentado com o lançamento do single "Meu Guri", inicialmente gravada por Elza Soares no álbum Trajetória (1997) em abril. O projeto foi lançado completamente em 13 de maio de 2022, em edição digital da Deck.
Em crítica feita a partir do G1, Mauro Ferreira atribuiu uma cotação de 5 de 5 estrelas para Elza ao Vivo no Municipal. Além de elogiar o repertório, especialmente por músicas até então nunca regravadas por Elza como "Saltei de Banda" e "O Morro" e que a obra "resume bem o legado de Elza da Conceição Soares".
Em análise também favorável por meio do MyNews, Bruno Cavalcanti afirmou que o álbum atesta que Elza foi "a maior intérprete da música popular tupiniquim", embora tenha feito críticas a performance "protocolar" da canção "Banho".

## Faixas
A seguir lista-se as faixas, compositores e durações de cada canção de Elza ao Vivo no Municipal:
| N.º            | Título                   | Compositor(es)                             | Álbum original                                                               | Duração |  |
| 1.             | "Meu Guri"               | Chico Buarque                              | Trajetória (1997)                                                            | 4:18    |  |
| 2.             | "Dura na Queda"          | Buarque                                    | Do Cóccix até o Pescoço (2002)                                               | 4:14    |  |
| 3.             | "O Morro"                | Ivone Lara Mauro Duarte                    | Senhora da Terra (1979)                                                      | 3:04    |  |
| 4.             | "Lata d'Água"            | Elza Soares                                | Vivo Feliz (2003)                                                            | 4:25    |  |
| 5.             | "Comportamento Geral"    | Gonzaguinha                                | Planeta Fome (2019)                                                          | 3:31    |  |
| 6.             | "Se Acaso Você Chegasse" | Lupicínio Rodrigues Felisberto Martins     | Se Acaso Você Chegasse (1960)                                                | 3:06    |  |
| 7.             | "Balanço Zona Sul"       | Tito Madi                                  | Elza Soares, Baterista: Wilson das Neves (1968)                              | 3:36    |  |
| 8.             | "Malandro"               | Jorge Aragão Jotabê                        | Lição de Vida (1976)                                                         | 5:23    |  |
| 9.             | "A Carne"                | Seu Jorge Marcelo Yuka Ulisses Cappelletti | Do Cóccix até o Pescoço (2002)                                               | 3:56    |  |
| 10.            | "Volta por Cima"         | Paulo Vanzolini                            | Vivo Feliz (2003)                                                            | 3:32    |  |
| 11.            | "Maria da Vila Matilde"  | Douglas Germano                            | A Mulher do Fim do Mundo (2015)                                              | 3:33    |  |
| 12.            | "Saltei de Banda"        | Zé Rodrix Luiz Carlos Sá                   | Elza Pede Passagem (1972)                                                    | 2:49    |  |
| 13.            | "Salve a Mocidade"       | Luiz Reis                                  | Single de 1974, presente na coletânea Grandes Sucessos de Elza Soares (1978) | 3:11    |  |
| 14.            | "Banho"                  | Tulipa Ruiz                                | Deus É Mulher (2018)                                                         | 3:33    |  |
| 15.            | "Mulher do Fim do Mundo" | Romulo Fróes Alice Coutinho                | A Mulher do Fim do Mundo (2015)                                              | 4:33    |  |
| Duração total: | Duração total:           | Duração total:                             | Duração total:                                                               | 56:52   |  |